# Venerdì 13 (superstizione)

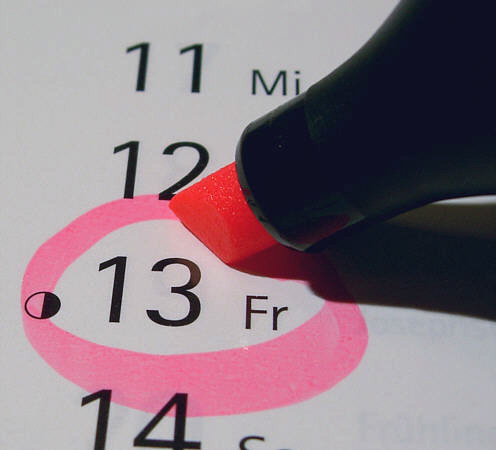
Venerdì 13 segnato su un calendario

Venerdì 13 è considerato una data sfortunata nella cultura occidentale. Ricorre quando il 13º giorno del mese del calendario gregoriano cade di venerdì, il che avviene almeno una volta l'anno, e fino a tre volte nello stesso anno. Ad esempio, il 2015 ha un venerdì 13 in febbraio, marzo e novembre; dal 2017 al 2020 capita due volte l'anno; 2016, 2021 e 2022 hanno un'occorrenza per ciascuno; 2023 e 2024 contemplano due ricorrenze per ciascuno.
Venerdì 13 compare in ogni mese che inizia con una domenica.

## Storia

### Sfortuna del "13"
Secondo lo storico del folklore Donald Dossey, la natura sfortunata del numero "13" nascerebbe da un mito norreno circa un pranzo fra 12 Dei nel Valhalla. Il dio truffaldino Loki, che non era stato invitato, giunse come 13° ospite e fece in modo che Höðr colpisse Baldr con una freccia dalla punta di vischio. Dossey: "Baldr morì e tutta la Terra si oscurò. Tutta la Terra era in lutto. Fu un giorno brutto e sfortunato." Questo decisivo evento della mitologia norrena indusse a considerare sfortunato il numero 13.

#### Associazioni cristiane

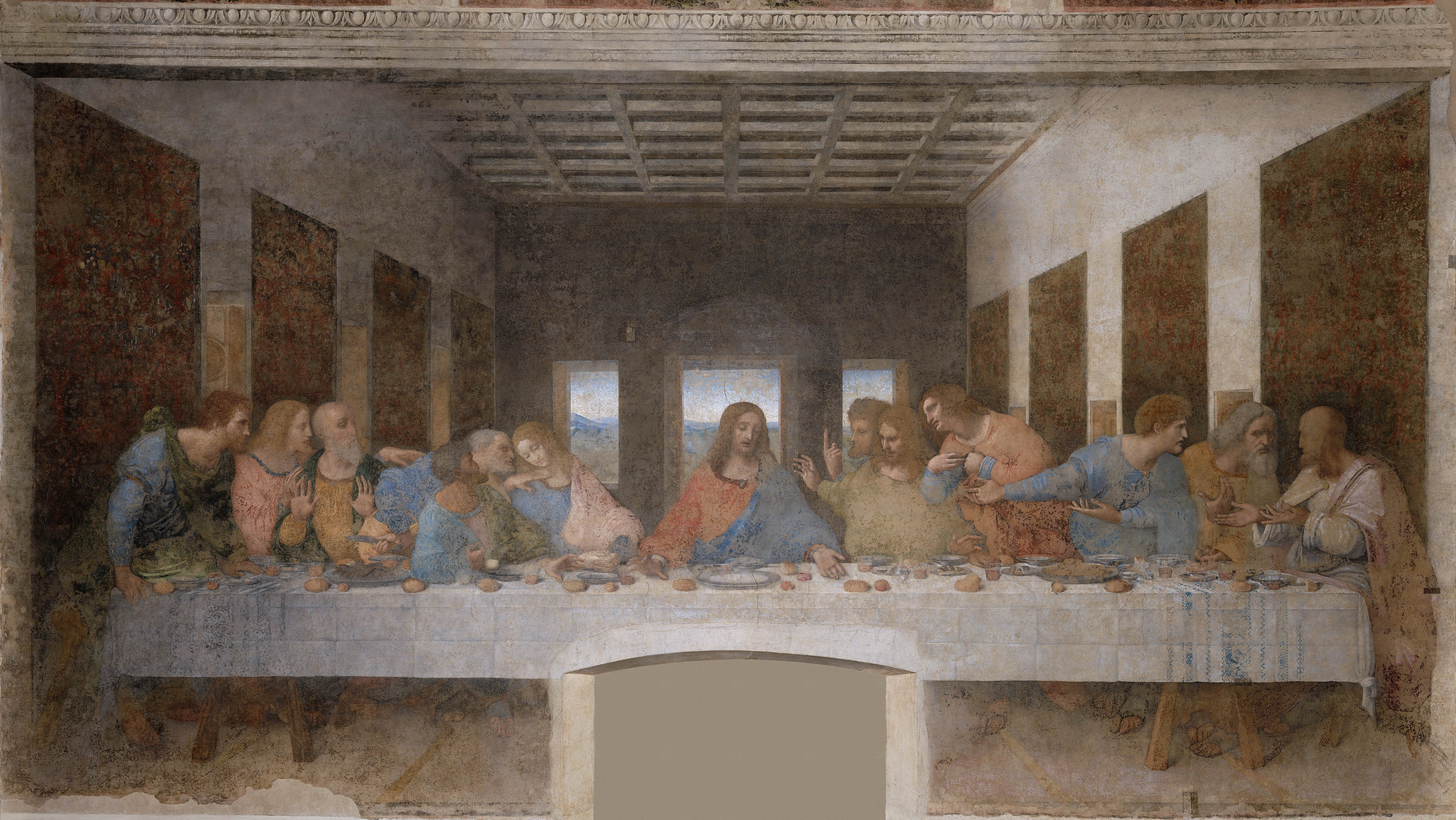
L'ultima cena di Leonardo da Vinci

La superstizione sembra legata a varie cose, come la storia dell'Ultima Cena, e la successiva crocifissione, di Gesù in cui i commensali al cenacolo erano 13 il giorno 13 di nisan Giovedì santo, la sera prima della sua morte Venerdì santo.

### In congiunzione al venerdì
È diffusa la credenza secondo cui la fobia per il venerdì 13 abbia avuto origine dalla data del celebre venerdì 13 ottobre 1307, in cui il re di Francia Filippo IV il Bello fece scattare l'inatteso arresto in massa dei Cavalieri templari.
Non si registrano altri casi in cui "venerdì" e "13" siano associati come fonte di sfortuna prima del XIX secolo.

#### XIX secolo

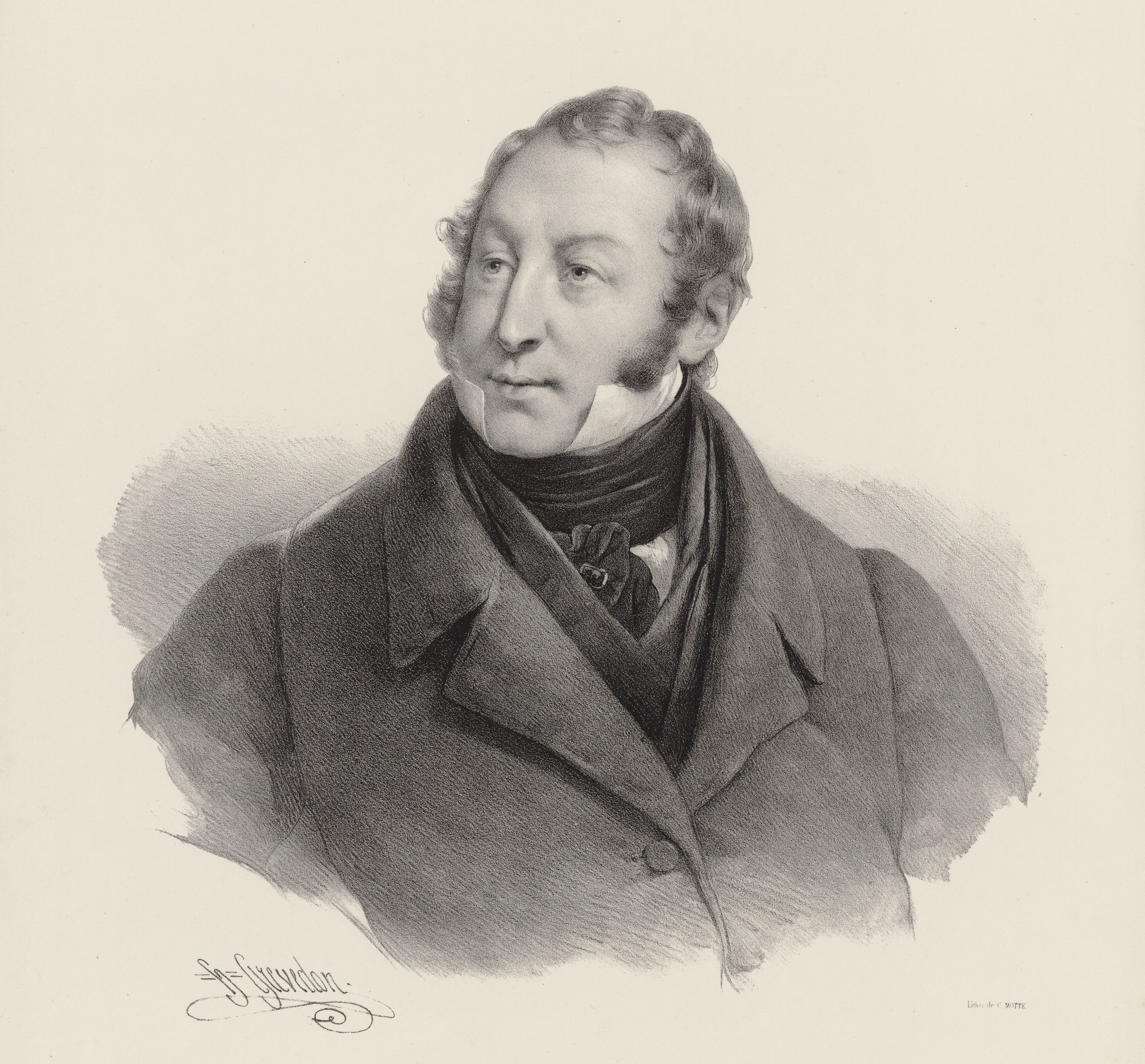
Gioachino Rossini, ritratto di Henri Grevedon

In Francia, venerdì 13 potrebbe essere stato associato con la sfortuna già dalla prima metà del XIX secolo. Un personaggio della commedia del 1834 Les Finesses des Gribouilles dichiara "Sono nato venerdì 13 dicembre del 1813, dal che provengono tutte le mie sfortune".
Uno dei primi riferimenti in un testo inglese si trova nella biografia di Gioachino Rossini (morto un venerdì 13) composta da H. S. Edwards:
"Rossini fu circondato fino all'ultimo da amici ammiratori; e se è vero che, come molti italiani, considerava il venerdì un giorno sfortunato e il tredici un numero sfortunato, è notevole che sia morto un venerdì 13 novembre."

#### Diffusione
È possibile che la pubblicazione nel 1907 del fortunato romanzo Friday, the Thirteenth, di T. W. Lawson, abbia contribuito a diffondere la superstizione. Nel libro, un intermediario senza scrupoli approfitta della superstizione per creare un panico a Wall Street un venerdì 13.

#### Nel cinema
Due film sono intitolati Venerdì 13: Venerdì 13 del regista statunitense Sean S. Cunningham (1980) e Venerdì 13, diretto dal germano-statunitense Marcus Nispel (2009).

## Date simili
Date simili sono prevalenti in altre culture, ma non è chiaro se queste somiglianze siano storicamente correlate o frutto di pura coincidenza.

### Martedì 13 nelle culture greca e ispanica
Nei Paesi ispanofoni, al posto di venerdì, è martedì 13 (martes trece) che viene ritenuto iettatorio.
Anche i greci considerano martedì (specialmente se cade il 13) un giorno infausto. Martedì sarebbe dominato dall'influenza di Ares, il dio della guerra (o Marte, l'equivalente nell'Antica Roma). La caduta di Costantinopoli in concomitanza della Quarta crociata avvenne martedì 13 aprile 1204, e la successiva (e "definitiva") Caduta di Costantinopoli per opera degli Ottomani accadde martedì 29 maggio 1453; queste coincidenze comprensibilmente alimentarono la superstizione collegata al martedì. Oltre tutto, in greco il nome del giorno è Triti (Τρίτη) che significa "terzo" [giorno della settimana], il che contribuisce alla superstizione, giacché si dice che la sfortuna "viene in tre".
Martedì 13 compare nei mesi che iniziano di giovedì.

### Venerdì 17 in Italia

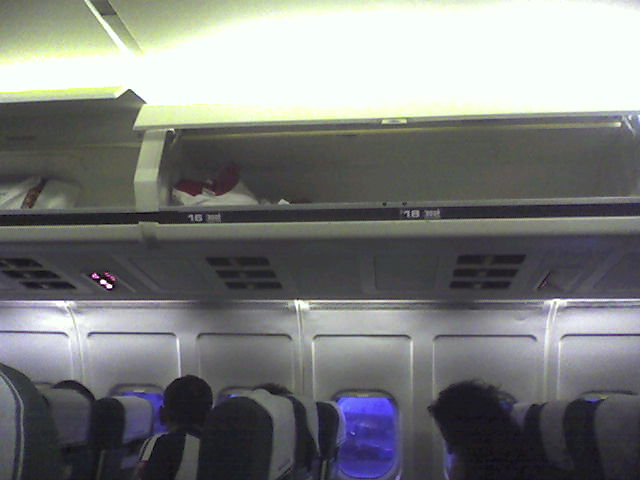
Un aereo Alitalia senza la fila 17

Nella cultura di massa italiana, si considera sfortunato più venerdì 17 che venerdì 13. 
L'origine di questa credenza può farsi risalire alla scrittura del "17" in numeri romani: XVII. Considerando i caratteri come lettere, si possono anagrammare ottenendo VIXI (in latino: "vissi", implicando che attualmente io sia morto), un presagio di sventura.
In realtà, in Italia, il 13 è talora considerato un numero fortunato. 
Comunque, per effetto dell'americanizzazione, i giovani considerano sfortunato anche venerdì 13.
Il film parodistico del 2000 originariamente intitolato Shriek if You Know What I Did Last Friday the Thirteenth (letteralmente "Grida se sai cos'ho fatto lo scorso venerdì 13") in Italia fu diffuso con il titolo Shriek - Hai impegni per venerdì 17?.
Venerdì 17 compare nei mesi che iniziano di mercoledì.

## Impatto sociale
Secondo lo Stress Management Center and Phobia Institute di Asheville (Carolina del Nord), si stima che 17–21 milioni di persone negli Stati Uniti abbiano paura di questo giorno, facendone la data più temuta della storia. Alcune persone sono così prese dal panico che evitano di fare ciò che farebbero normalmente nel lavoro, nel prendere un aereo e perfino nello scendere dal letto.
"Si è calcolato che l'economia perda dagli 800 ai 900 milioni di dollari in questa data".
Malgrado questo, esponenti di Delta Air Lines e Continental Airlines (quest'ultima ora fusa in United Airlines) hanno dichiarato che le rispettive compagnie non soffrono alcuna perdita rilevante in quei venerdì.
In Finlandia, un consorzio di organizzazioni governative e non, guidato dal Ministero degli affari sociali e della salute promuove la Giornata nazionale degli incidenti (kansallinen tapaturmapäivä) per accrescere la consapevolezza a proposito della sicurezza stradale, e tale giornata ricorre sempre un venerdì 13.
L'evento è coordinato dalla Croce Rossa finlandese e si svolge dal 1995.

### Tasso di incidenti
Uno studio di Scanlon, Luben, Scanlon, & Singleton (1993) 
attirò l'attenzione della letteratura di divulgazione scientifica, poiché concludeva che "il rischio di ricovero ospedaliero in conseguenza di incidente stradale può aumentare fino al 52 percento il giorno 13"; però gli autori affermavano chiaramente che "i numeri di ricoveri da incidenti sono troppo piccoli per consentire analisi significative". Studi successivi hanno confutato ogni correlazione tra venerdì 13 e la frequenza di incidenti.
Il 12 giugno 2008 il Centro olandese per la statistica assicurativa affermò al contrario che "si verificano meno incidenti o segnalazioni di incendio o furto quando è venerdì 13 rispetto agli altri venerdì, perché le persone sono preventivamente più attente o stanno semplicemente a casa. In termini statistici, circolare per strada è un po' più sicuro il venerdì 13, almeno nei Paesi Bassi; negli ultimi due anni, gli assicuratori olandesi hanno ricevuto mediamente 7 800 denunce di incidenti stradali ogni venerdì; ma la cifra media dei venerdì 13 è appena 7 500."